# Storbritanniens högsta domstol

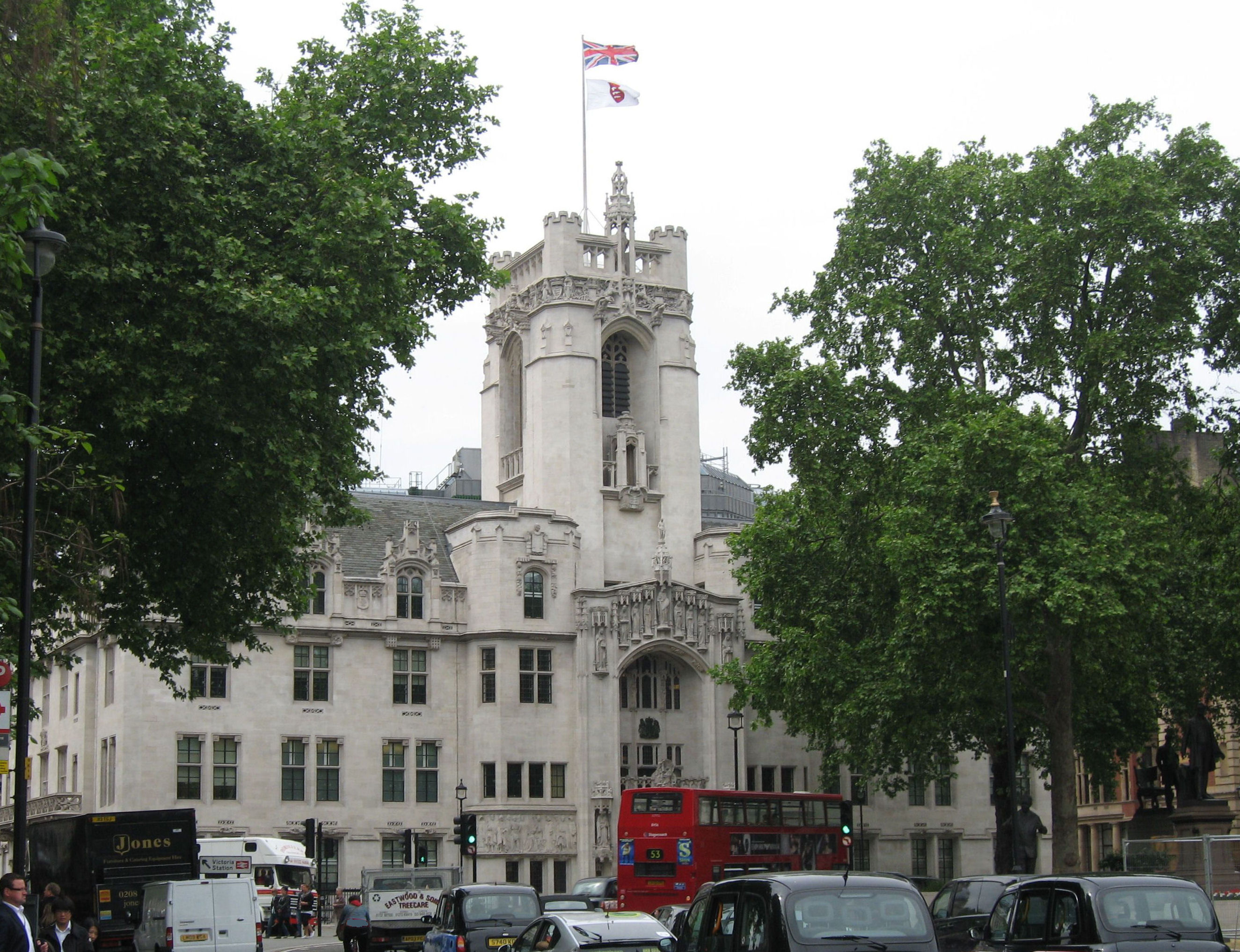
Storbritanniens högsta domstol har sitt säte i Middlesex Guildhall i London.

Storbritanniens högsta domstol (engelska: Supreme Court of the United Kingdom) inrättades genom Constitutional Reform Act 2005 och började arbeta den 1 oktober 2009. Den ersatte laglorderna i brittiska överhuset.